# Joan D. Vinge
Joan D. Vinge, nascuda Joan Carol Dennison (Baltimore, Maryland, 2 de abril de 1948), és una escriptora de ciència-ficció estatunidenca.

## Biografia
Coneguda per la seva novel·la The Snow Queen, guanyadora del Premi Hugo a la millor novel·la de 1981, i les seves seqüeles, a més de la sèrie basada en un telèpata anomenat "Cat". També pel supervendes La tornada del Jedi Storybook (1983).
Va estudiar antropologia a la Universitat Estatal de San Diego. Va contreure matrimoni amb l'escriptor de ciència-ficció Vernor Vinge i després amb l'editor James Frenkel, amb qui té dos fills.
Diversos dels seus treballs han rebut reconeixements importants: a més del Premi Hugo a la millor novel·la de 1981 amb Eyes of Amber, va rebre el Premi Hugo a la millor novel·la curta de 1978. També ha estat nominada diverses vegades per al Premi Nebula.

## Obra[2]
| Sagues: |
| --- |
| - Tiamat Cycle - The Snow Queen (1980) - World's End (1984) - The Summer Queen (1991) - Tangled Up in Blue (2000) - Cat Cycle - Psion (1982) - Catspaw (1988) - Dreamfall (1996) - Heaven Chronicles - The Outcasts of Heaven Belt (1978) - Legacy (1980) |

| Altres novel·les: |
| --- |
| - Tarzan, King of the Apes (1983) - Ladyhawke (1985) - The Santa Claus Storybook (1985) - Santa Claus: The Movie (1985) - Willow (1988) - Lost in Space (1998) - Cowboys & Aliens (2011), també publicada amb el títol de Cowboys and Aliens (2011) |

| Poesia:                                                                                         |
| ----------------------------------------------------------------------------------------------- |
| - Phoenix (1978) - Sun and chimes dropping (1978) - Alien Lover (1980) - There Are Songs (1980) |